# Talitha Diggs
Talitha Diggs (née le 22 août 2002 à Saucon Valley) est une athlète américaine spécialiste du 400 mètres.

## Biographie
Talitha Diggs est la fille de Joetta Clark-Diggs, spécialiste du 800 m.
Elle se révèle lors de la saison 2022 en remportant pour l'Université de Floride les titres NCAA du 400 mètres en salle et plein air, descendant à cette occasion pour la première fois de sa carrière sous les 50 secondes (49 s 99). Le 25 juin 2022 lors des championnats des États-Unis 2022 à Eugene, elle remporte le titre dans le temps de 50 s 22. Lors des championnats du monde 2022, à Eugene, elle remporte la finale du relais 4 × 400 m en compagnie de Abby Steiner, Britton Wilson et Sydney McLaughlin. L'équipe américaine établit la meilleure performance mondiale de l'année en 3 min 17 s 79 et devance la Jamaïque et le Royaume-Uni.

## Palmarès

### International
| Date | Compétition                    | Lieu     | Résultat | Épreuve   | Temps         |
| ---- | ------------------------------ | -------- | -------- | --------- | ------------- |
| 2022 | Championnats du monde          | Eugene   | 1re      | 4 x 400 m | 3 min 17 s 79 |
| 2023 | Championnats du monde          | Budapest | 8e       | 400 m     | 51 s 25       |
| 2024 | Championnats du monde en salle | Glasgow  | 5e       | 400 m     | 51 s 23       |
| 2024 | Championnats du monde en salle | Glasgow  | 2e       | 4 x 400 m | 3 min 25 s 34 |

### National
- Championnats des États-Unis d'athlétisme
  - vainqueur du 400 m en 2022

## Records
| Épreuve | Épreuve   | Temps   | Lieu         | Date            |
| ------- | --------- | ------- | ------------ | --------------- |
| 400 m   | Plein air | 49 s 99 | Eugene       | 11 juin 2022    |
| 400 m   | En salle  | 50 s 15 | Fayetteville | 25 février 2023 |